# Окупација Ирака (2003—2011)
Окупација Ирака је период након Америчке инвазије Ирака 2003. године кад је војска САД заједно са неким савезницима срушила ирачки режим партије Баас Садама Хусеина и окупирала ту земљу. Овај чланак покрива период од 1. маја 2003. до 15. децембра 2011.
Војну окупацију су установиле и водиле „Привремене коалиционе власти“ (КПВ/CPA), које су касније дале ограничена овлашћења новој ирачкој влади. Окупационе снаге чине војници углавном из САД и Уједињеног Краљевства, али су послани војници и из 29 осталих држава. На десетине хиљада страних плаћеника (у речнику америчких медија је то приватно сигурносно особље) врши заштиту инфраструктуре, установа и других запослених. Коалиционе и савезничке ирачке снаге боре се са неочекивано мотивисаном, борбеном и организованом мрежом ирачких побуњеника и бораца за слободу, те је обнова ирачке инфраструктуре спора.

## Хронологија

### 2003.
Дана 1. маја 2003. амерички председник Буш, прогласио је „крај већих борбених операција“ у Ираку након инвазије, на палуби носача авиона Абрахам Линколн на којем је била окачена велика застава са натписом „Задатак обављен“.
Током лета исте године снаге САД биле су усредсређене на хватање лидера бившег режима. То је кулминирало убиством два Садамова сина у јулу. У свему, преко 200 званичника бившег режима ухваћено је или убијено. Упркос свему почиње са формирањем герилских јединица. Према америчким пропагандним изворима то су елементи бивше ирачке тајне полиције. Оне започињу са фокусирањем својих напада око Мосула, Тикрита и Фалуџе. У јесен исте године те групе почињу користити тактике заседе, самоубилачке нападе и импровизоване експлозивне направе, погађајући коалиционе снаге и контролне пунктове. Бирали су за напад лако оклопљена "Хамви" возила и у новембру успешно су напали амерички хеликоптер ракетама САМ-7.
У децембру, америчке су снаге успеле да ухвате бившег диктатора Садама Хусеина у операцији Црвена зора. Више герилаца, повезаних са међународним тероризмом прикључује се борби против окупатора. Међу лидерима побуњеника истиче се Јорданац Абу Мусаб ал-Заркави. Најнесигурнији део Ирака добија назив „Сунитски троугао“ - подручје између Фалуџе и Багдада.

### 2004.
У пролеће 2004, у граду Фалуџи, четири америчка плаћеника, цивила, нападнута су из заседе, убијена и њихова тела оскрвнављена. Снаге САД убрзо након тога покрећу офанзиву како би ослободиле тај град од ирачких побуњеника. САД не успева срушити отпор побуњеника и уместо тога трпи вишеструке нападе на своје војнике. Након битке у којој гине око 600 цивила и 40 војника град даље остаје у рукама герилаца.
У међувремену, на југу Ирака, шијитски паравојни покрет Махдијева Војска под вођством верског вође Муктаде ал Садра започиње противокупациони устанак (повод је била цензура неких новина и различита хапшења) заузимањем градова Наџафа, Кута, Кербале, Куфе и нападом на шијитски део Багдада познат под именом Садр Сити. Коалиционе снаге нападнуте су и у Насирији, Амари и Басри. Нападнути су амерички, шпански, украјински и британски војници те ирачке полицијске станице. 16. априла коалиционе снаге преузимају контролу над Кутом те шијитским устаницима остају само Наџаф, Кут и Кербала.

### 2005.
Масакр у Хадити: амерички маринци убили 24 цивила у месту Хадити у западној покрајини Анбар.

### 2006.
Дана 20. децембра 2006. године амерички председник изјављује „изгледа да нисмо победили у Ираку“ што изазива значајне реакције и у земљи и у свету. Ово следи после смене секретара одбране Доналда Рамсфелда и постављења Роберта Гејтса од кога се тражи да припреми ревизију ратне политике.
Ова година се завршава са укупно 3.000 погинулих америчких војника, односно укупно 25.000 погинулих и рањених америчких војника, од почетка агресије. Само током ове године је погинуло 818 америчких, 29 британских и 20 војника из других земаља.

### 2009.
Дана 30. јуна, након вишегодишњих унутрашњих борби са ирачким герилцима, трупе САД су предале контролу над градовима и суверенитет над земљом локалним властима. Према плану председника Барака Обаме, повлачења из преосталих изолованих база биће окончано до 2011. године.